# Сім'ятичі (гміна)
Гміна Сім'ятичі (пол. Gmina Siemiatycze) — сільська гміна у східній Польщі. Належить до Сім'ятицького повіту Підляського воєводства.
Станом на 31 грудня 2011 у гміні проживало 6386 осіб.

## Територія
Згідно з даними за 2007 рік площа гміни становила 227.14 км², у тому числі:
- орні землі: 71.00 %
- ліси: 22.00 %

Таким чином, площа гміни становить 15.56 % площі повіту.

## Населення
Станом на 31 грудня 2011:
| Опис     | Загалом | Загалом | Чоловіки | Чоловіки | Жінки | Жінки |
| -------- | ------- | ------- | -------- | -------- | ----- | ----- |
| одиниця  | осіб    | %       | осіб     | %        | осіб  | %     |
| все      | 6386    | 100     | 3230     | 50.58    | 3156  | 49.42 |
| міське   | 0       | 100     | 0        |          | 0     |       |
| сільське | 6386    | 100     | 3230     | 50.58    | 3156  | 49.42 |

## Сусідні гміни
Гміна Сім'ятичімежує з такими гмінами: Городиськ, Дідковичі, Дорогичин, Мельник, Нурець-Станція, Плятерув, Сарнакі, Сім'ятичі.